# Zvezdets
Zvezdets (Bulgaars: Звездец) is een dorp in het oosten van Bulgarije. Het dorp is gelegen in de gemeente Malko Tarnovo, oblast Boergas. De afstand naar Boergas is hemelsbreed 44 km, terwijl de hoofdstad Sofia op 342 km afstand ligt. 

## Bevolking
Op 31 december 2019 werden er 489 inwoners geregistreerd door het Nationaal Statistisch Instituut van Bulgarije, een stijging vergeleken met het minimum van 387 personen in 2001 maar een daling vergeleken met het maximum van 1.439 personen in 1956.
|  |

Het dorp heeft een gemengde bevolkingssamenstelling. Van de 486 inwoners reageerden er 485 op de optionele volkstelling van 2011. Van deze 485 respondenten identificeerden 286 personen zichzelf als etnische Bulgaren (59%), op de voet gevolgd door 195 Roma (40%). Verder werden er 4 Bulgaarse Turken (0,8%) geregistreerd.
| Etniciteit   | Aantal | %     |
| ------------ | ------ | ----- |
| Bulgaren     | 286    | 59%   |
| Turken       | 4      | 0,8%  |
| Roma         | 195    | 40,2% |
| Overig       | ...    | ...   |
| Respondenten | 485    |       |

Bjala Voda · Bliznak · Brasjljan · Evrenozovo · Gramatikovo · Kalovo · Malko Tarnovo · Mladezjko · Slivarovo · Stoilovo · Vizitsa · Zabernovo · Zvezdets